# نيل بيرن
نيل بيرن (بالإنجليزية: Neal Byrne)‏ هو مجدف أيرلندي، ولد في 15 يونيو 1976 في دبلن في جمهورية أيرلندا.

## وصلات خارجية
- نيل بيرن على موقع الاتحاد الدولي للتجديف (الإنجليزية)
- نيل بيرن على موقع اللجنة الأولمبية الدولية (الإنجليزية)
- نيل بيرن على موقع أوليمبيديا (الإنجليزية)